# Äkäsjoki
Äkäsjoki is een rivier die stroomt in de Finse gemeente Kolari in de regio Lapland. De rivier ontwatert het Äkäsjärvi, dat ten zuiden ligt van het Jerisjärvi. Het Jerisjärvi wordt ontwatert door de Jerisjoki die naar het noorden stroomt. De Äkäsjoki stroomt naar het zuiden. De 60,520 kilometer lange meanderende rivier mondt bij Äkäsjoensuu uit in de Muonio. Ze moet daarvoor onder de Europese weg 8 / Finse weg 21 door en kruist ook de uitloper van de Spoorlijn Kemi – Kolari. De rivier tot het stroomgebied van de Torne. 
De rivier zit vol met zalm en forel. Belangrijke zijrivier is de Tapojoki.
Afwatering: Äkäsjoki → Muonio →  Torne → Botnische Golf